# Fédération d'Islande de football
La Fédération islandaise de football (Knattspyrnusamband Íslands (is), ou KSÍ) est une association regroupant les clubs de football d'Islande et organisant les compétitions nationales et les matchs internationaux de la sélection d'Islande. Son président est Gudni Bergsson.
La fédération nationale d'Islande est fondée en 1947. Elle est affiliée à la FIFA depuis 1947 et elle est membre de l'UEFA depuis sa création en 1954.

## Histoire

Ancien logo.

Lors de l'Euro 2016, pour sa première apparition en phase finale d'un championnat d'Europe, l'équipe d'Islande atteint les quarts de finale de la compétition, en éliminant notamment l'Angleterre en huitièmes de finale. En octobre, elle se qualifie pour la Coupe du Monde qui aura lieu en Russie.Cela fait une première coupe du monde pour la fédération.